# Rue du Grand-Veneur
La rue du Grand-Veneur est une voie piétonne du 3e arrondissement de Paris, en France.

## Situation et accès
La rue du Grand-Veneur est une voie située dans le 3e arrondissement de Paris. Elle débute rue des Arquebusiers et donne accès au Square Saint-Gilles - Grand-Veneur - Pauline-Roland  sur la façade arrière de l'hôtel du Grand-Veneur. Elle  communique avec la rue Villehardouin par la rue de Hesse en passant sous un porche. Elle est interdite à la circulation automobile.
Le quartier est desservi par la ligne 8 à la station Chemin Vert.

## Origine du nom
Cette voie doit son nom à l'hôtel du Grand-Veneur auquel elle mène.

## Historique
La rue est créée sous le nom provisoire de « voie E/3 » et prend sa dénomination actuelle le 23 février 1987.

## Bâtiments remarquables et lieux de mémoire

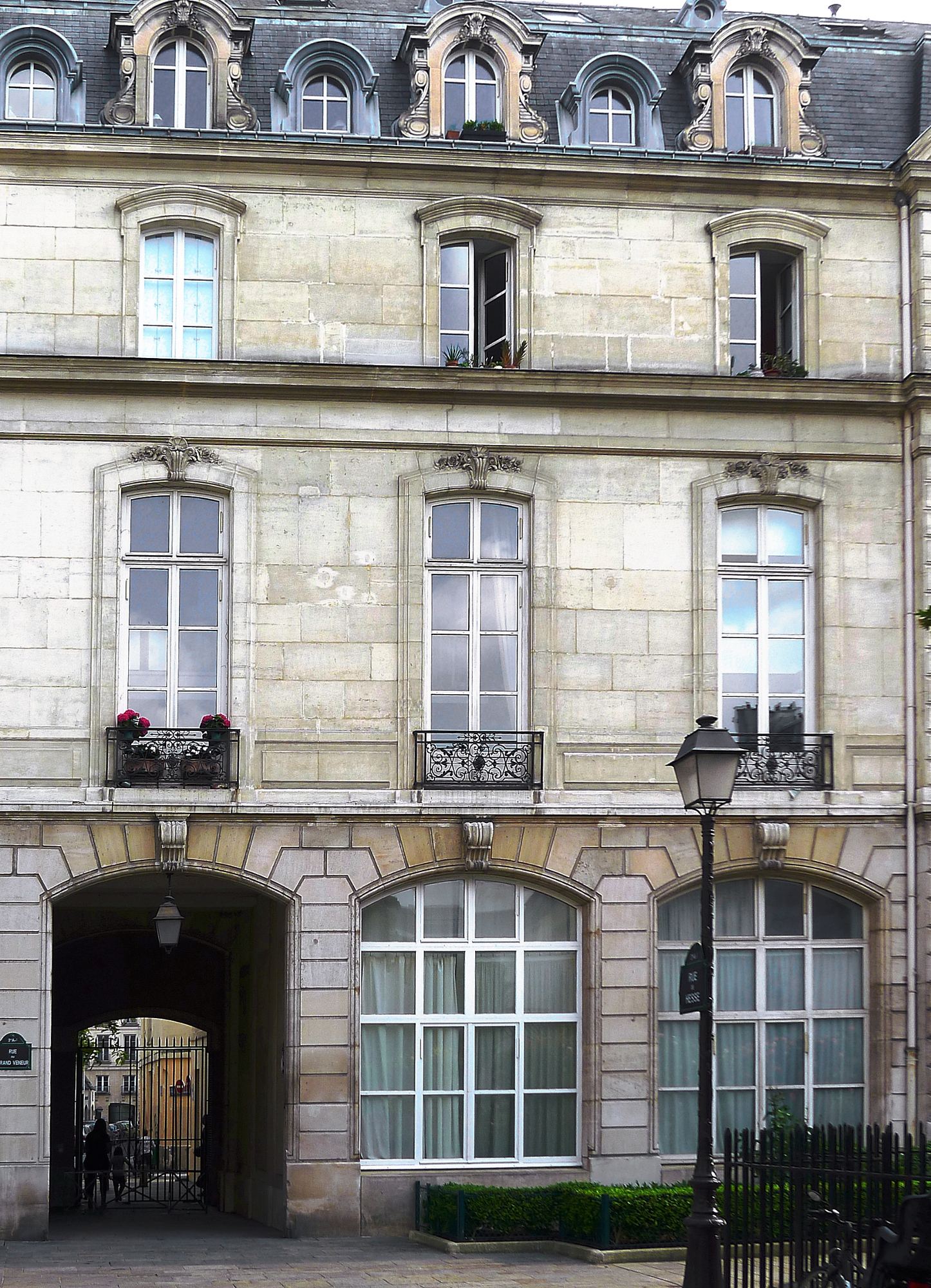
Accès à la rue de Hesse par un porche.
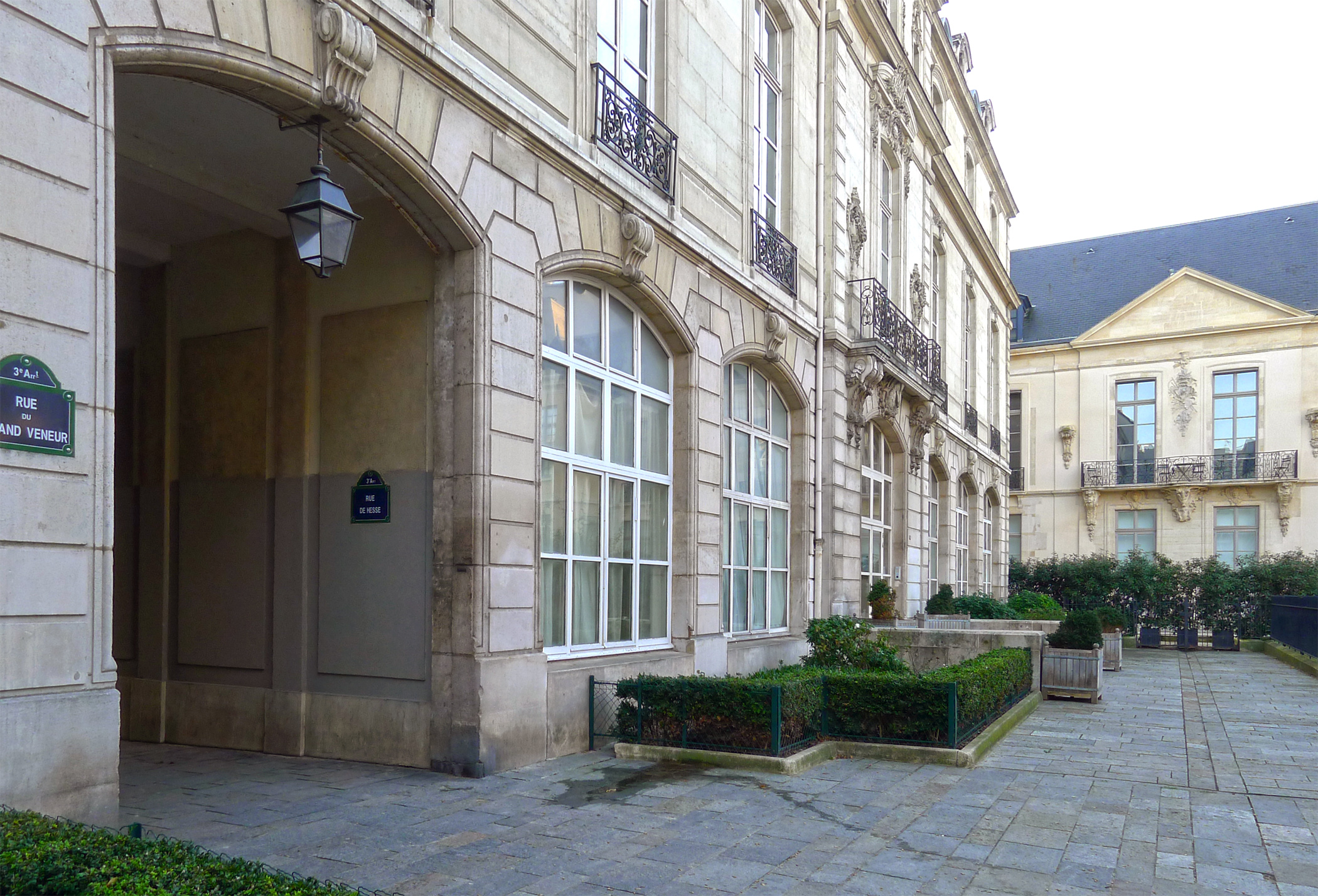
Au fond de l'impasse, une façade de l'hôtel du Grand Veneur.

- No  15 : hôtel particulier.

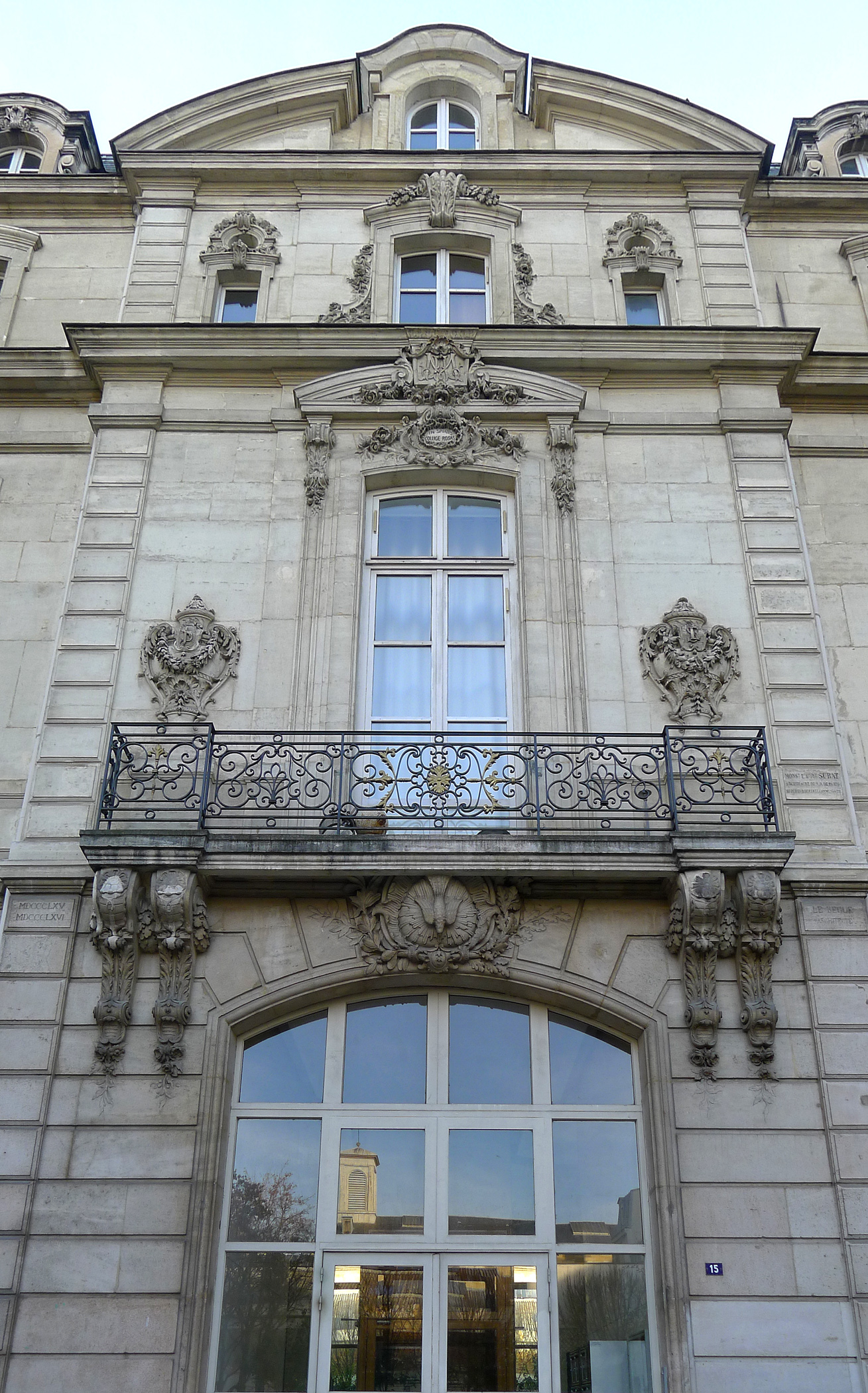
Façade.
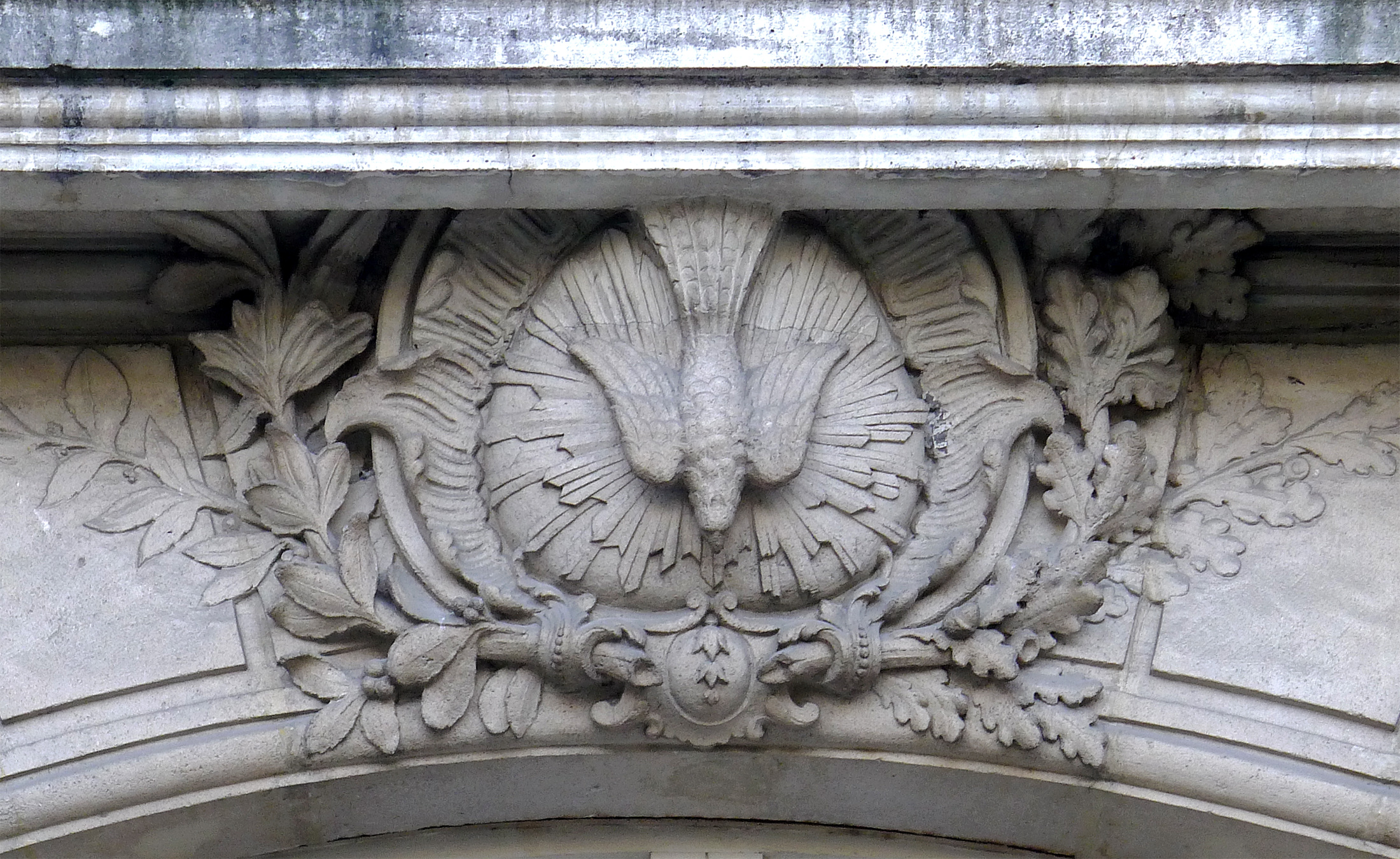
Mascaron.

- Au fond de la partie de la rue qui se termine en impasse se trouve l'hôtel d'Ecquevilly, également appelé « hôtel du Grand-Veneur » ; son entrée principale se situe au numéro 60 de la rue de Turenne. Cet hôtel particulier construit en 1637 a été acheté en 1733 par Hennequin duc d’Ecquevilly, capitaine général de la vénerie du roi, chargé d’organiser les chasses à courre. On peut y voir une belle façade décorée de bas-reliefs inspirés de la chasse.

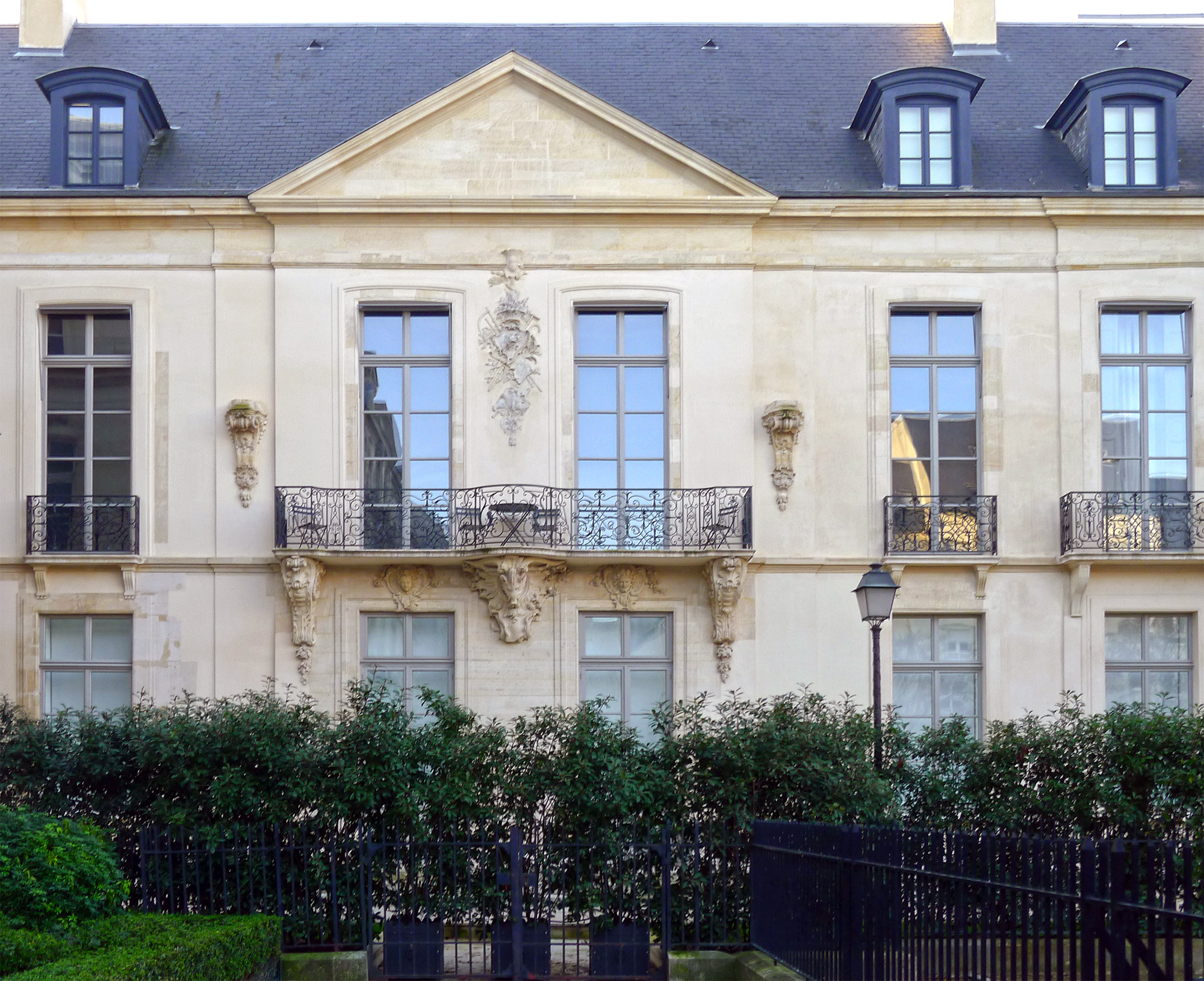
Hôtel du Grand-Veneur, façade côté rue du Gand-Veneur.
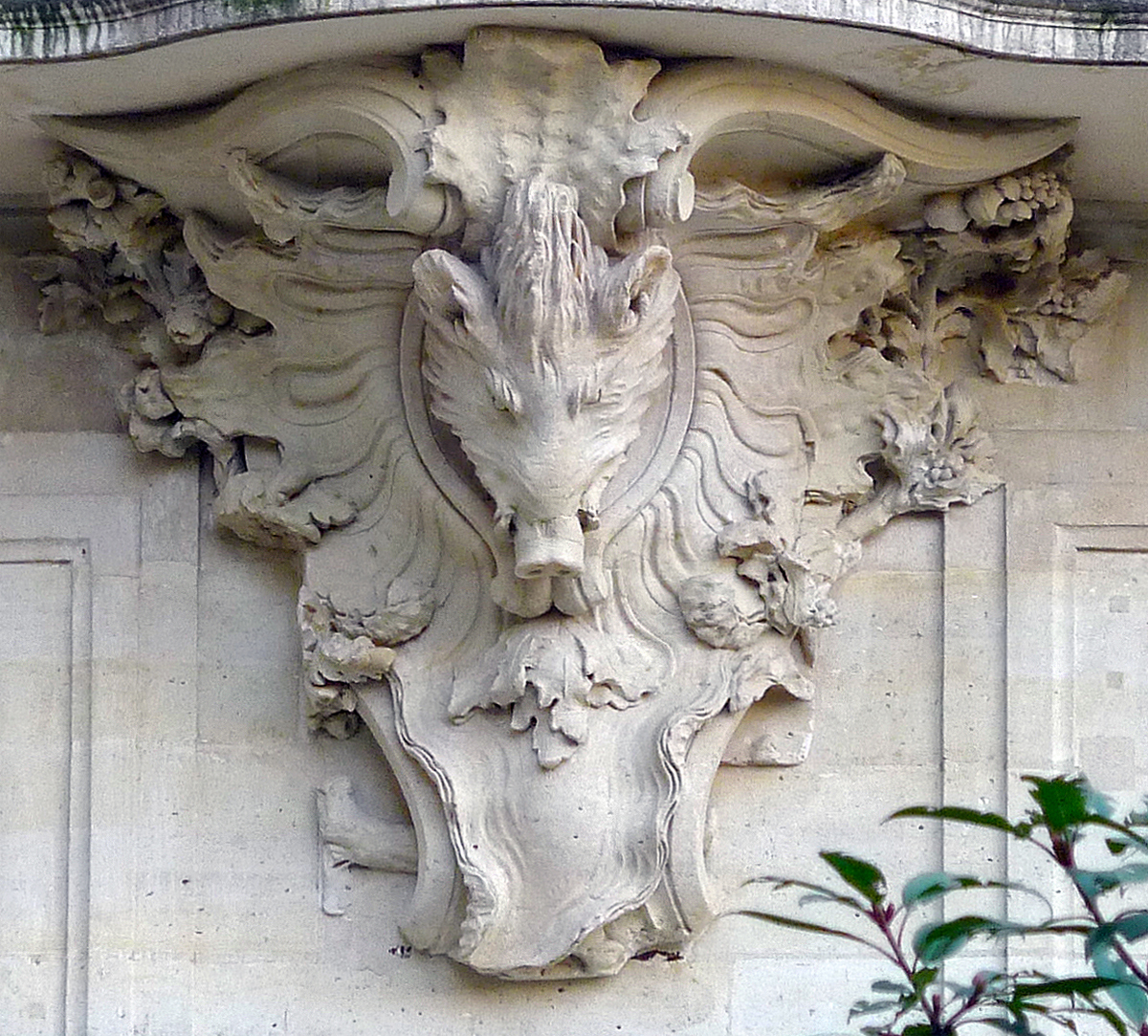
Hôtel du Grand-Veneur, détail : bas-relief inspiré de la chasse.

## Pour approfondir